# Riesenlilien
Die Riesenlilien (Cardiocrinum) sind eine Pflanzengattung in der Familie der Liliengewächse (Liliaceae). Die Gattung besteht aus drei mehrjährigen Arten, die in Ost- und Südostasien beheimatet sind.

## Beschreibung
Aus einem Samen wachsen Cardiocrinum-Arten über fünf Jahre hinweg in einer immer dichter werdenden Rosette aus großen, herzförmigen, rein grünen Blättern mit glänzender Oberfläche. Ab der Blühreife entwickeln sie einen hohen, unverzweigten Blütenstamm. Mit Beginn der Blüte Anfang Juni hängen am Blütenstiel vier bis zwanzig reinweiße, bis zu 20 cm lange, röhrenförmige Trompetenblüten, die deutlich und angenehm duften. Die Blüten können einen lilafarbenen Streifen an der Unterseite aufweisen.
Neben der generativen Vermehrung über Samen vermehren sich Cardiocrinum-Arten auch vegetativ. Die Pflanzen sterben nach der Samenreife ab, bilden aber bis zu zehn Tochterzwiebeln aus, die in drei bis fünf Jahren Blühreife erlangen.

## Verbreitung
Die Arten der Gattung Cardiocrinum sind in Ost- und Südostasien in Bhutan, China, Indien, Japan, Myanmar und Nepal verbreitet.

## Verwendung
Die Himalaja-Riesenlilie (Cardiocrinum giganteum) findet sich gelegentlich als Pflanzenrarität im Handel. Eine andere Verwendung für Cardiocrinum-Arten ist nicht bekannt.

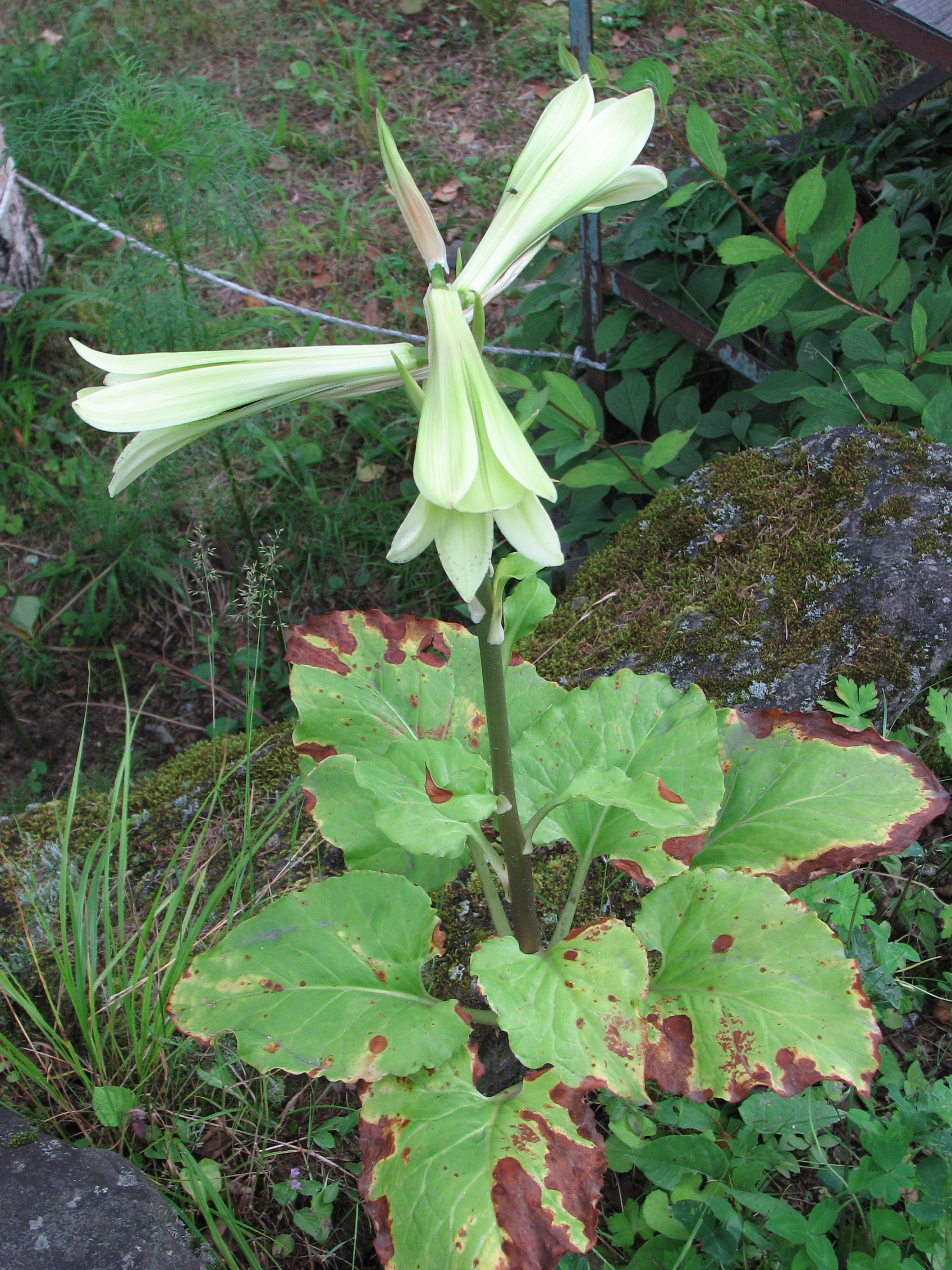
Herzblättrige Japanische Riesenlilie (Cardiocrinum cordatum) in Japan

## Systematik
In der Gattung Cardiocrinum lassen sich drei Arten unterscheiden:
- Chinesische Riesenlilie (Cardiocrinum cathayanum (E.H. Wilson) Lindl.): Bis 80 cm groß, aus dem zentralen und östlichen China[1]
- Herzblättrige Japanische Riesenlilie (Cardiocrinum cordatum (Thunb.) Makino): 100 bis 250 cm groß, in feuchten Nadelholz- und Bambuswäldern in Japan auf der südlichen Honshu-Insel, Shikoku und Kyushu, auf Sachalin und den südlichen Kurilen[1]
- Himalaja-Riesenlilie (Cardiocrinum giganteum (Wall.) Makino)

## Nachweise
1. 1 2 3  Cardiocrinum. In: POWO = Plants of the World Online von Board of Trustees of the Royal Botanic Gardens, Kew: Kew Science, abgerufen am 2. Juli 2018.